# Pierre Guex
Pour les articles homonymes, voir Guex.
Pierre Guex, né en 1923 et décédé en 2014, est un pasteur protestant, président de l’Association vaudoise des amis du patois.

## Biographie
Pierre Guex est pasteur à la retraite et président de l’Association vaudoise des amis du patois, dont le but est la conservation ce patrimoine linguistique. 
Il donne durant l’hiver un cours de patois et assure la rédaction de Conteu, cahier A5 paraissant quatre fois par année, entièrement en patois, accompagné pour les abonnés qui le désirent de la traduction en français en feuilles A4. Latiniste, helléniste, hébraïsant, il publie une traduction des Psaumes en 1999. Il présente à des concours vaudois ou de la Fédération française francoprovençale différents textes souvent inspirés de l’antiquité classique.

## Sources
- « Pierre Guex », sur la base de données des personnalités vaudoises sur la plateforme « Patrinum » de la Bibliothèque cantonale et universitaire de Lausanne.
- sites et références mentionnés
- 24 Heures, 28 mai 2003, p. 41 avec une photographie
- Le patois vaudois, patrimoine culturel immatériel, Documents n0 11[Quoi ?], octobre 2009, p. 78